# The Claw (film fra 1918)
The Claw er en amerikansk stumfilm fra 1918 af Robert G. Vignola.

## Medvirkende
- Clara Kimball Young som Mary Saurin
- Milton Sills som Major Anthony Kinsella
- Henry Woodward som Richard Saurin
- Mary Mersch som Judy Saurin
- Jack Holt som Maurice Stair